# Johann Heinrich Hoyer
Johann Heinrich Hoyer (* 29. Dezember 1817 in Oldenburg (Oldb); † 14. Oktober 1909 ebenda) war ein deutscher Kaufmann, Fabrikant und Kommunalpolitiker.

## Herkunft
Hoyer war der Sohn des oldenburgischen Kaufmanns Christian Hoyer (1794–1865) und seiner ersten Frau Anna, geb. Mehrens (1794–1830). Er war damit ein Nachkomme einer dänischen Bauernfamilie, die in der Zeit der Zugehörigkeit Oldenburgs zu Dänemark eingewandert war.

## Karriere
Im Anschluss an den Gymnasialbesuch arbeitete Hoyer im Betrieb seines Vaters. Zwischenzeitlich besuchte er die Polytechnische Schule in Kassel und vertiefte seine Ausbildung von 1839 bis 1840 durch ein Chemiestudium an den Universitäten Jena und Berlin. Im Revolutionsjahr 1848 übernahm er den väterlichen Betrieb und war am 10. März dieses Jahres auch einer der sieben Bürger, die dem Großherzog August I. die Wünsche der Bevölkerung zum Oldenburgischen Staatsgrundgesetz vortrugen. 1891 zog er sich in das Privatleben zurück und übertrug die Leitung der Firmenzweige Weingroßhandel und Porzellan-/Bronzewarenvertrieb seinen Söhnen. Zu seinem geschäftlichen Erfolg trug auch der Erwerb von Grundstücken sowie deren gewerbliche Nutzung wesentlich bei. Am bekanntesten wurde in Oldenburg die 1884 eröffnete Restauration Hoyers Weinkeller. Wie auch sein Vater war Hoyer daneben auch einer der Mitbegründer der Oldenburger Versicherungsgesellschaft von 1857 sowie Ratsherr im Stadtrat Oldenburgs. 1842 trat er dem Literarisch-geselligen Verein bei, dem er bis 1882 angehörte und in dem er zahlreiche Vorträge hielt.

## Familie
Hoyer war mit Johanne, geb. Griepenkerl, der Schwester des Malers Christian Griepenkerl (1839–1916), verheiratet. Aus der Ehe gingen siebzehn Kinder hervor.